# Væltepeter
Væltepeteren er en cykel, hvis mest karakteristiske træk er, at forhjulet er langt større end baghjulet. Pedalerne er monteret direkte på forhjulet, og cyklen har derfor ikke kædetræk. Sadlen er placeret over det høje forhjul, hvilket gør det til et kunststykke at komme op på cyklen. Væltepeter er en morsom folkeetymologisk omdannelse af det franske velocipede. 
Væltepeteren var den dominerende cykeltype i de sidste årtier af det 1800-tallet. Fra omkring 1890 afløstes den af den lave "safety"-model, der i store træk svarer til nutidens cykel med to lige store hjul og kædetræk.
Danmarks første cykelløb (på velocipeder) fandt sted den 22. april 1869 i København. 

## Galleri
- Cykelløb med væltepeter i Ystad 2021.
- Cykelløb med væltepeter i Ystad 2021.